# Domingos Sequeira
Domingos António de Sequeira (Lisboa, 1768 - Roma, 1837), fue un pintor portugués, con un estilo de transición entre el neoclasicismo y la pintura romántica.

## Biografía
Nació el 10 de marzo de 1768 en el seno de una familia modesta fue educado en la Casa Pia de Lisboa, posteriormente cambió su apellido Espírito Santo por el de Sequeira que poseía mayor consideración social. Comenzó sus estudios de dibujo en la academia de Lisboa y estuvo trabajando como decorador. En 1788 viajó a Italia para estudiar en la Academia Portuguesa en Roma teniendo como maestro a Antonio Cavallucci. 
En 1792 fue declarado miembro honorario de la Accademia di San Luca y dos años después regresó a Portugal con un prestigio reconocido y diversos encargos, entre ellos destacaban: pinturas con temática sobre las sagradas escrituras, grandes composiciones históricas y cuadros de gabinete. Al ser nombrado como primer pintor de la corte en 1802 realizó numerosos retratos y siendo codirector de los trabajos pictóricos en el Palacio de Ajuda. 
Entre su trabajo docente se puede mencionar que en 1803 estuvo de profesor artístico de los príncipes y princesas y en 1806 impartió clases de diseño en Oporto. También participó en los presentes que dieron a William Carr Beresford y el duque de Wellington por su participación en la guerra contra Napoleón, sin embargo, Sequeira estuvo inicialmente de parte de las tropas francesas dedicando un cuadro al general Junot. También se puso de parte de los liberales realizando en 1821 retratos a 33 diputados participantes en la Revolución liberal de Oporto, con motivo de sus ideas tuvo que exilarse a Francia  al triunfar los absolutistas en Vilafrancada. Durante su estancia en Francia expuso en el Museo del Louvre y recibió un premio por un cuadro titula Muerte de Camoens que se encuentra desaparecido y se considera la primera obra romántica portuguesa, pero especialmente pudo relecionarse con los románticos franceses y entabló amistad con Eugène Delacroix.
En 1826 se trasladó a Roma y estuvo dirigiendo la Academia portuguesa, en esta ciudad pudo asistir a una exposición de Turner que le impresionó mucho y le inspiró en su obra La adoración de los reyes magos. Murió en esta ciudad el 8 de marzo de 1837.

## Algunas obras
A continuación se muestran algunas obras que permiten seguir la evolución de su estilo pictórico.

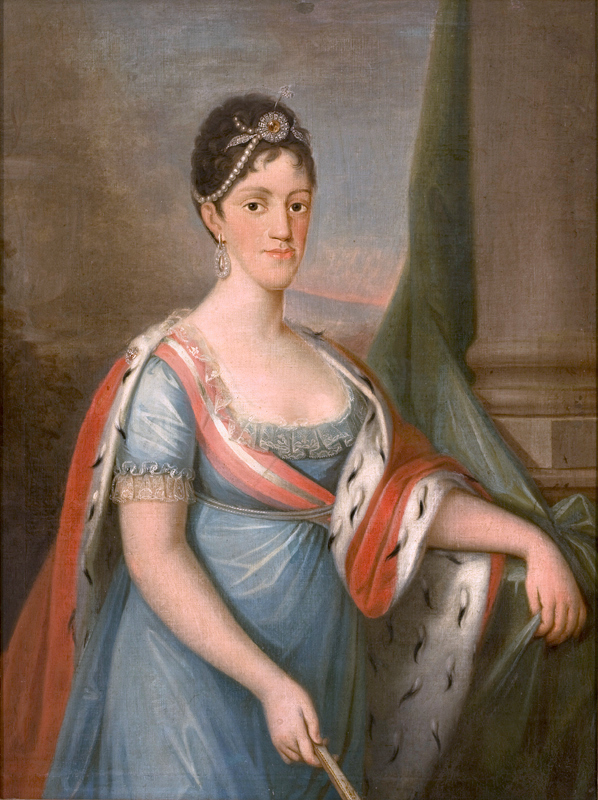
Retrato de Carlota Joaquina, Reina de Portugal (1802-1806) Óleo sobre lienzo. (102*77) Museo de Arte de Sao Paulo.
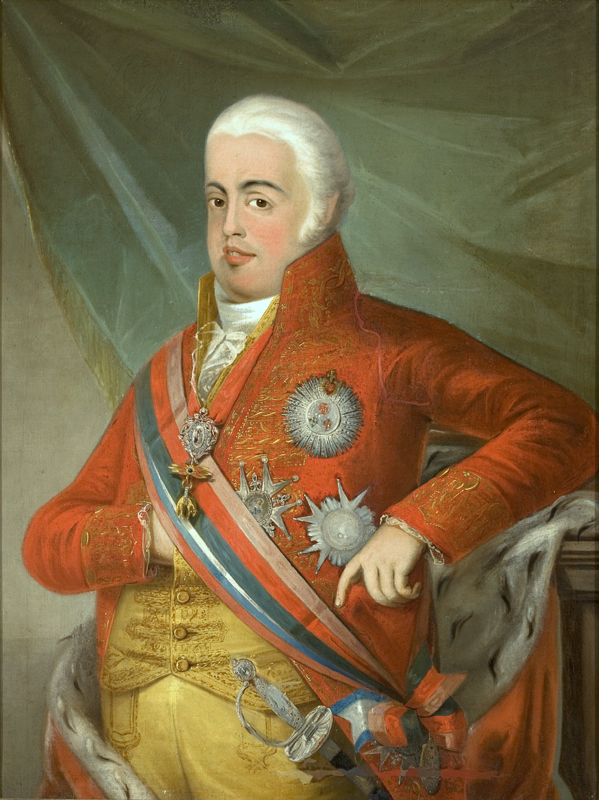
Retrato de Juan VI, Rey de Portugal (1802-1806) Óleo sobre lienzo. (102*77) Museo de Arte de Sao Paulo.
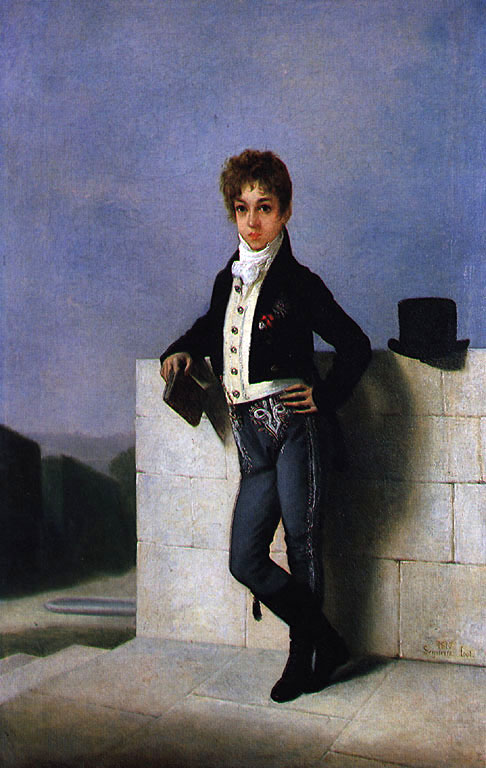
Retrato del Conde de Farrobo (1813) Óleo sobre tela. (102*62) Museo Nacional de Arte Antiguo.
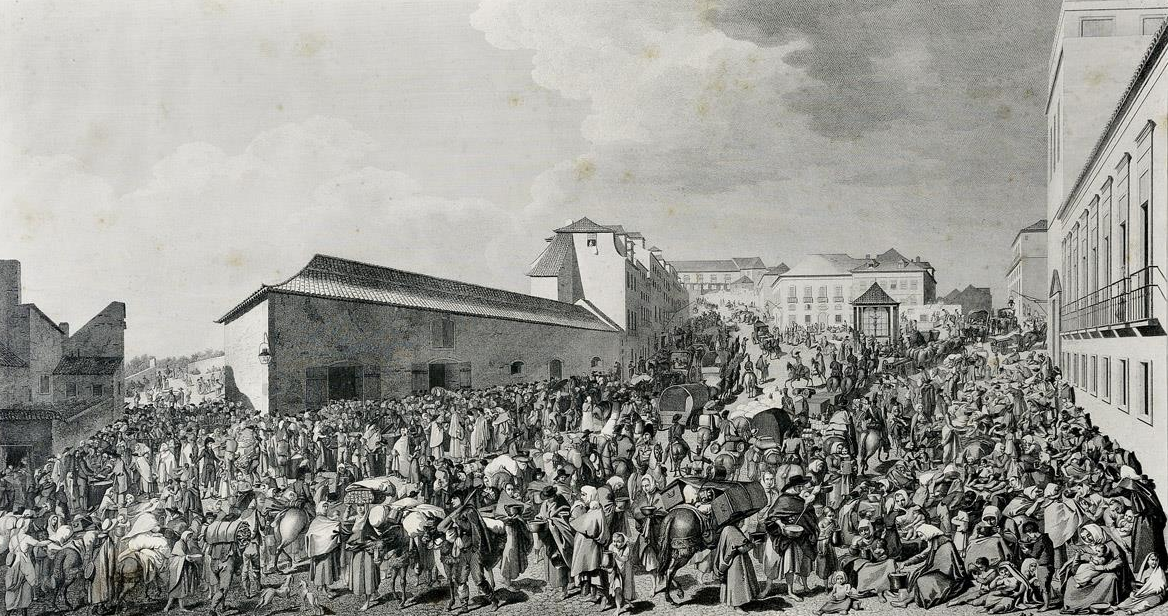
Sopa de los pobres en Arroios  (1813), Gravura Biblioteca Nacional de Portugal.

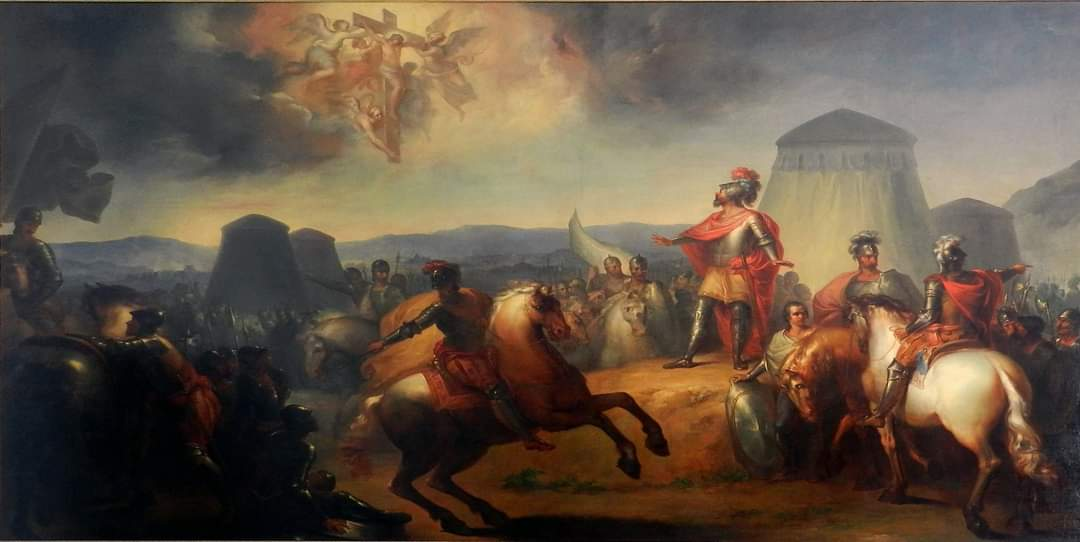
Batalla de Ourique-1139 (1793) Óleo sobre tela. (270*450) Museo Luis Felipe del castillo d'Eu, Francia.
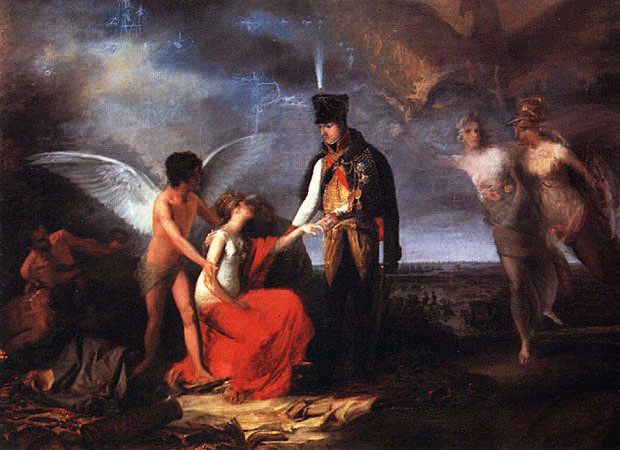
Junot protegiendo la ciudad de Lisboa (1808).
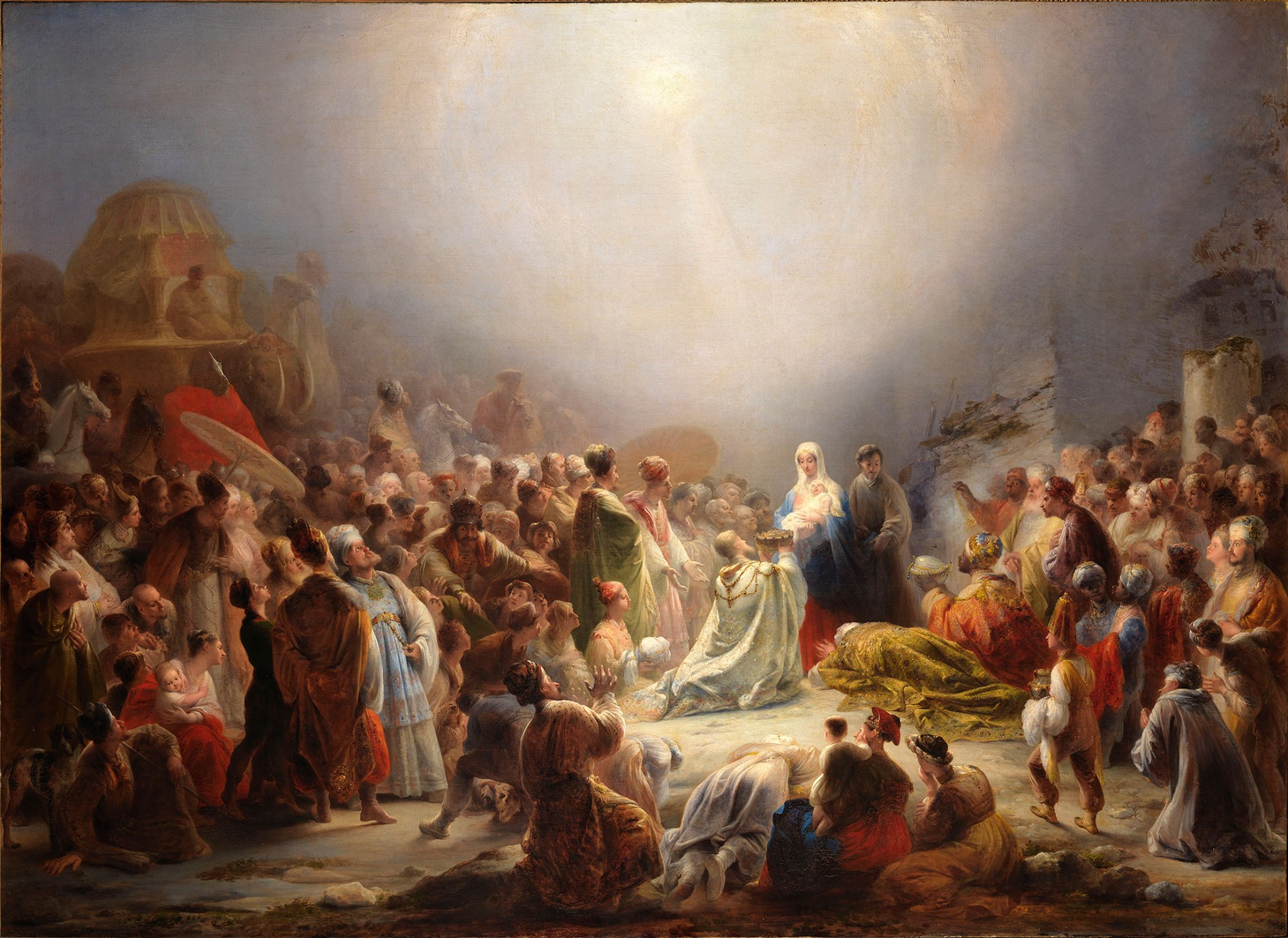
La adoración de los reyes magos (1828).